# Eriena
Genre
Eriena est un genre d'araignées aranéomorphes de la famille des Dictynidae.

## Distribution
Les espèces de ce genre se rencontrent en écozone néarctique.

## Liste des espèces
Selon World Spider Catalog (version 26, 12/07/2025) :
- Eriena minuta (Emerton, 1888)
- Eriena mora (Chamberlin & Gertsch, 1958)

## Systématique et taxinomie
Ce genre a été décrit par Cala-Riquelme, Crews et Esposito en 2025 dans les Dictynidae.

## Étymologie
Ce genre est nommé en l'honneur des Ériés.

## Publication originale
- Montana, Cala-Riquelme, Crews, Gorneau, Al-Jamal, Alequín, Spagna, Ballarin & Esposito, 2025 : « Tailor's drawer no more: a reappraisal of the spider family Dictynidae O. Pickard-Cambridge, 1871 sensu lato. » Zoological Journal of the Linnean Society, vol. 204, no 2, zlaf007, p. 1-97.